# Rue Alfred-de-Vigny (Paris)
Pour les articles homonymes, voir Rue Alfred-de-Vigny.
La rue Alfred-de-Vigny est une rue des 8e et 17e arrondissements de Paris. 

## Situation et accès
Elle commence place du Général-Brocard, au carrefour de la rue de Courcelles et de l'avenue Hoche, et se termine au 10, rue de Chazelles.
Le quartier est desservi par la ligne 2 à la station Courcelles.

## Origine du nom

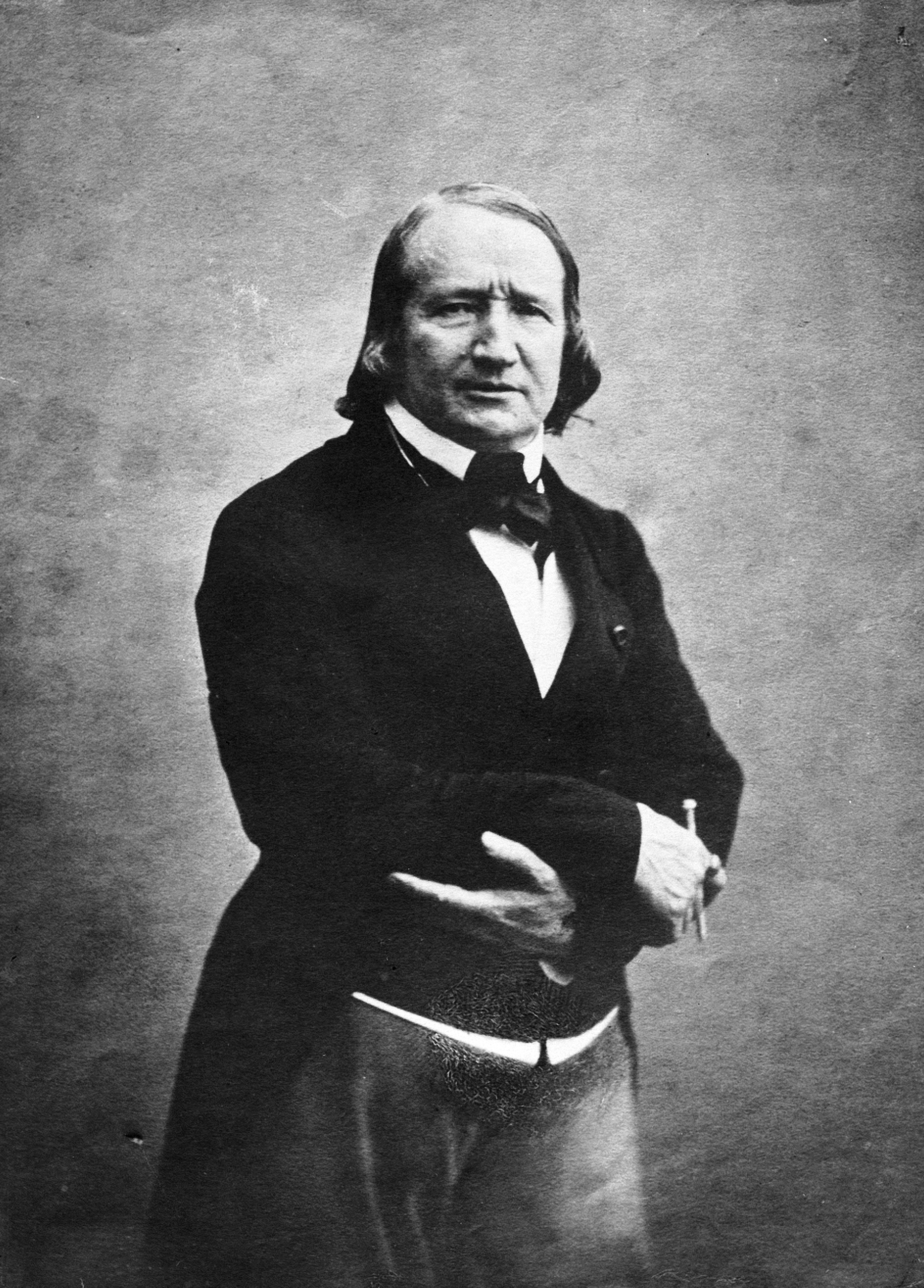
Alfred de Vigny, par Félix Nadar.

Elle a reçu le nom du poète Alfred de Vigny (1797-1863) qui, s'il a eu plusieurs adresses dans l'actuel 8e arrondissement, n'a toutefois jamais habité cette rue, ni même ce quartier.

## Historique
La partie de cette rue située entre la rue de Courcelles et le boulevard de Courcelles a été ouverte en 1861 par les frères Pereire dans le cadre du lotissement du parc Monceau et a pris son nom actuel le 2 mars 1867.
La partie située entre le boulevard de Courcelles et la rue de Chazelles, ouverte sous le nom de « rue Fournial », a été absorbée en 1904 par la rue Alfred-de-Vigny.

## Bâtiments remarquables et lieux de mémoire
- No 2 : immeuble de 1906 en brique et en pierre de style néo-Louis XIII construit pour M. Favarger, y demeurant, par l’architecte Breffenville[2]. C’est, en 1910, l’hôtel particulier de Mme Bertin-Mention[3].
- No 5 : immeuble de bureaux construit en 1956 par l’architecte Jean Fayeton[4]. Ancien siège de la Compagnie française d'assurance pour le commerce extérieur (COFACE : aujourd'hui au 1, place Costes-et-Bellonte à Bois-Colombes). En 2016, l’immeuble est acquis par la SCPI Notapierre[5].
- No 6 : bel immeuble construit vers 1900 en style Louis XV. Le 6 février 1936, un vol de bijoux d’un montant de 300 000 francs y est commis au premier étage dans l’appartement d’un banquier[6].
- No 7 : « La haute banque protestante était largement représentée ici avec les Dollfus, les Hottinguer et les Neuflize qu'on rencontrait au 7[7]. »
- No 8 : hôtel Menier, de style néo-première Renaissance française, construit en 1884[8] par l'architecte Henri Parent pour Henri Menier, fils du fondateur du chocolat Menier[9]. « M. Henri Menier, ingénieur chimiste, avait aménagé une dépendance de sa demeure en laboratoire, ce qui ne manquait pas d'inquiéter quelque peu les autres habitants de la rue[7]. » L'édifice s'organise autour d'une belle cour d'allure médiévale. Il comporte un grand escalier d'honneur, une vaste salle de bal de 12 mètres de hauteur sous plafond, dotée d'un plafond à caissons, de boiseries de chêne et de fenêtres en vitraux. La façade arrière donne sur le parc Monceau. « Un dramaturge, qui fut illustre, eut pendant bien des saisons l'habitude de pousser sa table de travail, lorsque l'été était venu, sur cette terrasse balisée par deux lionceaux en pierre : c'était […] M. François de Curel »[10]. Dans les années 1925, une Société pour l’élevage français du renard argenté établit son siège à cette adresse, publiant dans la presse des encarts invitant les épargnants à placer leur argent dans l’élevage de renards argentés. Il s’avère, quelque temps plus tard, que cette Société est la création d’escrocs notoires qui seront condamnés, pour ces faits, à plusieurs années de prison[11]. En novembre 1940, la direction de la Sûreté nationale s’installe dans les lieux[12]. Hubert de Givenchy établit sa maison de couture au rez-de-chaussée de 1952 à 1958. L'hôtel abrite aujourd'hui le Conservatoire international de musique de Paris fondé en 1925.

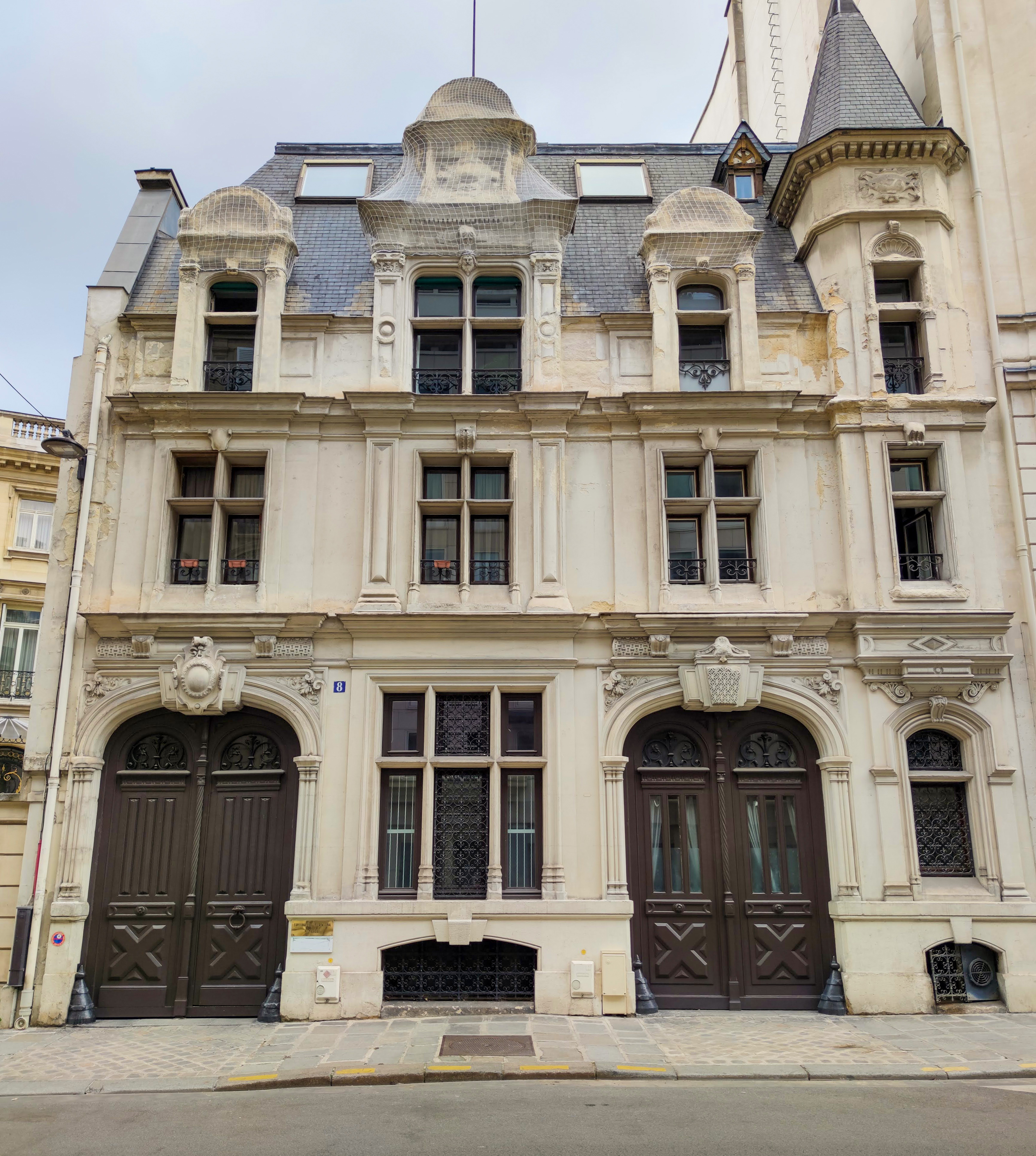
No 8 : façade sur rue.
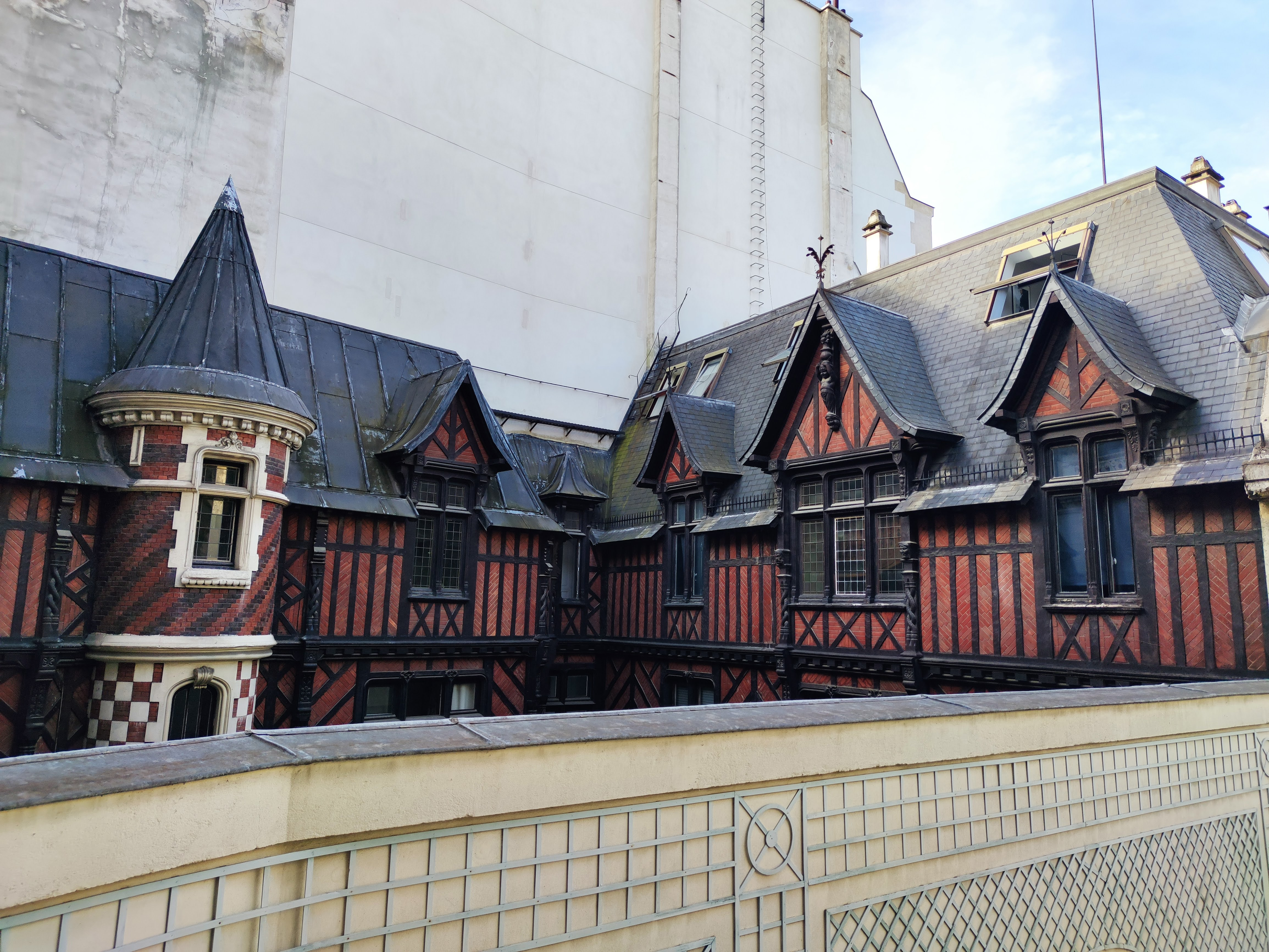
Façade sur cour.

- No 9 : immeuble construit en 1893[2] pour le dramaturge Georges Lieussou ; une réception et un bal sont organisés à l'occasion de la crémaillère le 5 mai 1894[13]. « On a dansé jusqu’au jour. Les invités ont admiré surtout l’escalier de marbre, orné d’une belle verrière et de panneaux de tapisserie représentant les fables de La Fontaine par Oudry, les jolis trumeaux des appartements et le nouvel ascenseur électrique[14]. » La famille du compositeur Reynaldo Hahn[15] s'y installe en 1897 et ce dernier y reçoit Marcel Proust, Catulle Mendès et Sarah Bernhardt. En 1900, l’immeuble abrite également l’ambassade de la République d’Argentine[16]. André Becq de Fouquières, en 1954, apporte la précision suivante : « M. Robert Mirabaud, dont l'hôtel du 9 est maintenant occupé par la direction d'une aciérie[7]. »
- No 10 : hôtel Pereire, construit entre 1879 et 1881 sur les plans de l’architecte William Bouwens van der Boijen pour Émile II Pereire (1840-1913, fils du financier et homme politique Émile Pereire). « C'est […] la branche catholique de la famille Pereire qui avait élu domicile rue Alfred-de-Vigny. Des fenêtres de la façade qui donne sur le parc Monceau, les propriétaires de l'hôtel du 10 pouvaient apercevoir, par-delà les frondaisons, la demeure des Pereire protestants, qui s'ouvre au 33, boulevard de Courcelles. (Les Pereire restés fidèles à la religion juive avaient, eux, choisi le Faubourg Saint-Honoré)[7]. » La veuve d’Émile II Pereire y meurt à l’âge de 90 ans en 1934[17]. Avant la Seconde Guerre mondiale, un certain baron von Kasper y installa le siège d'une vaste opération d'escroquerie financière. On y trouve aujourd'hui le siège de la Fondation Simone et Cino Del Duca, abritée par l'Institut de France.

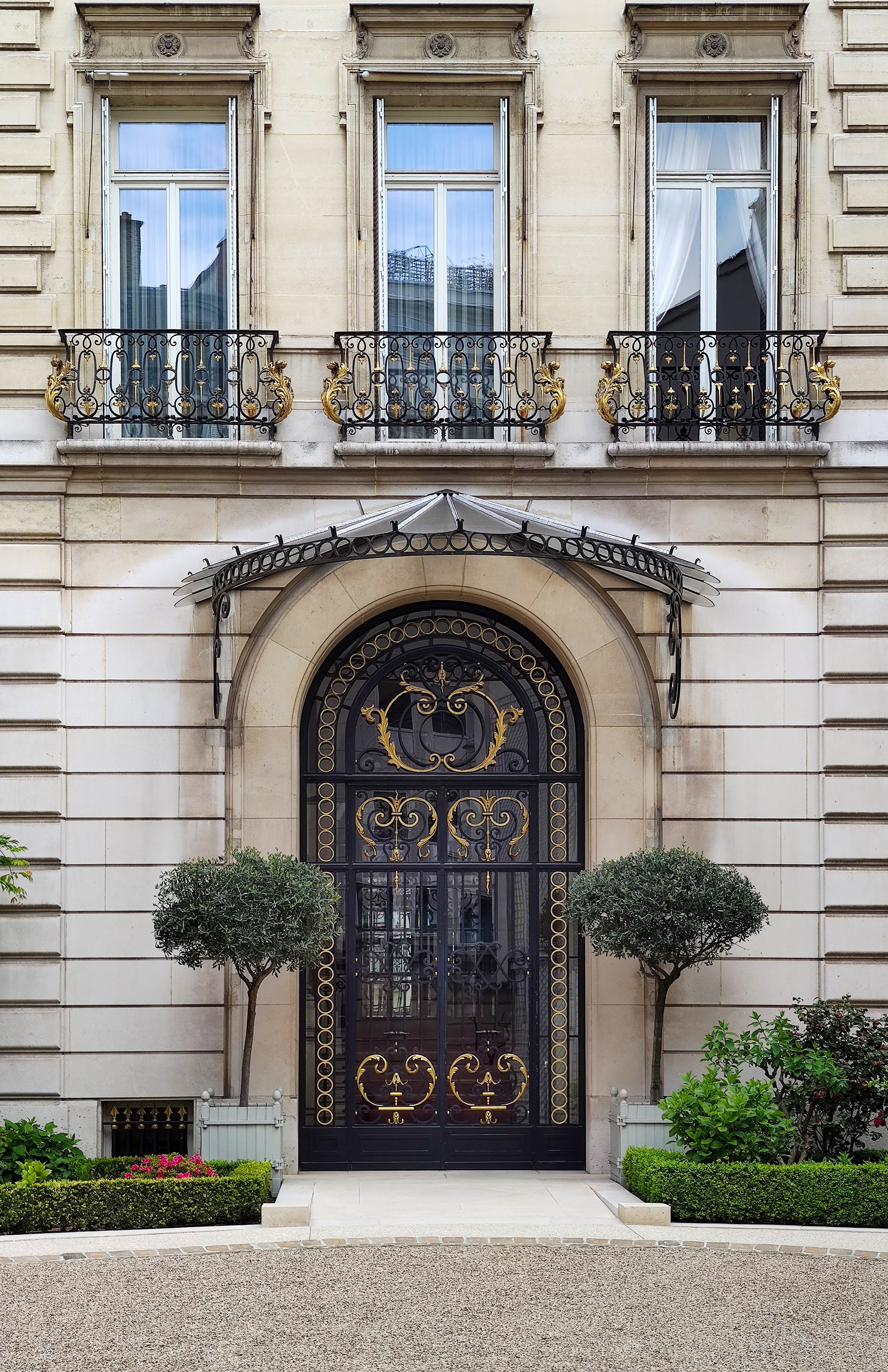
No 10 : façade sur rue.
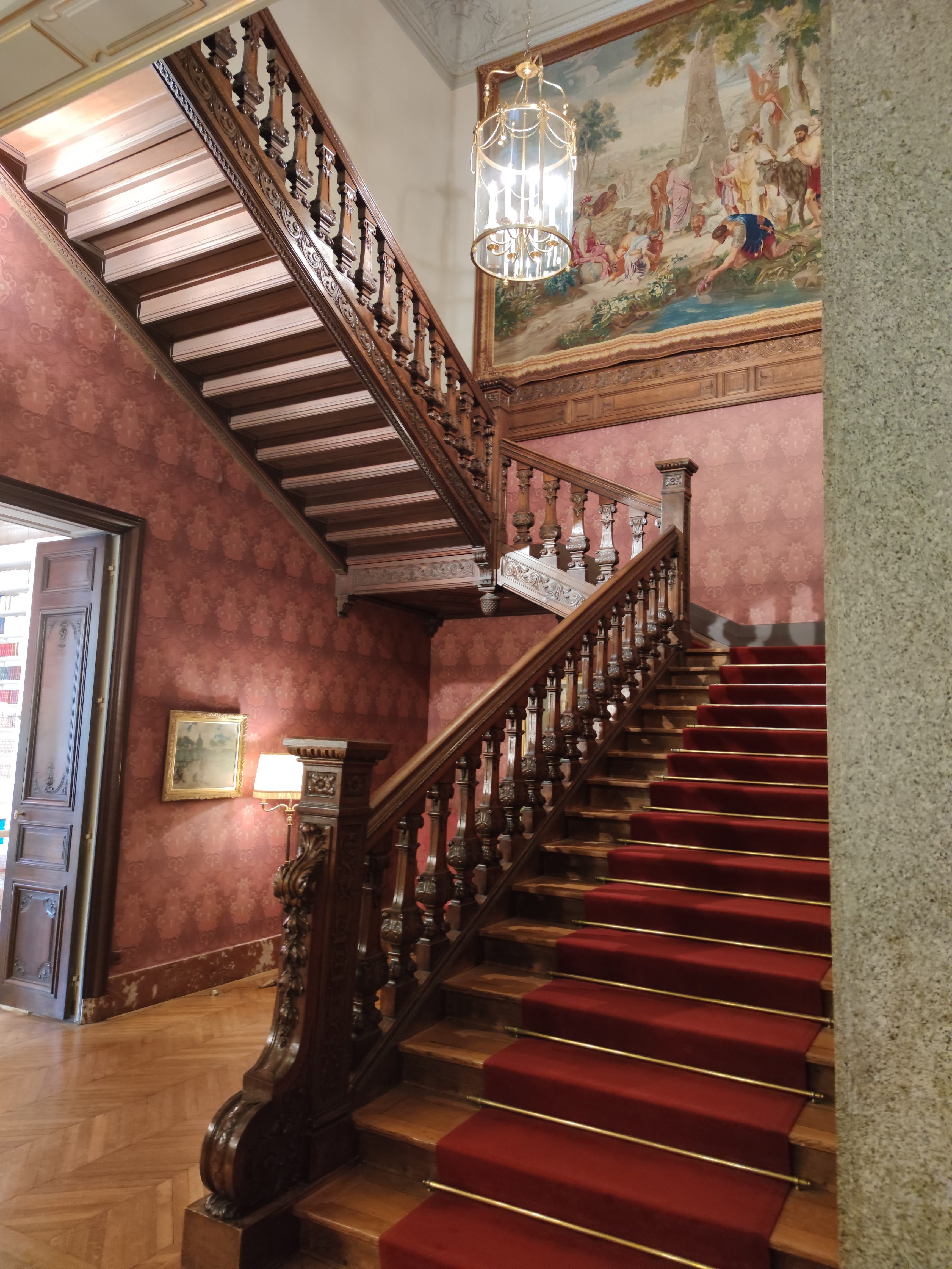
Escalier intérieur.
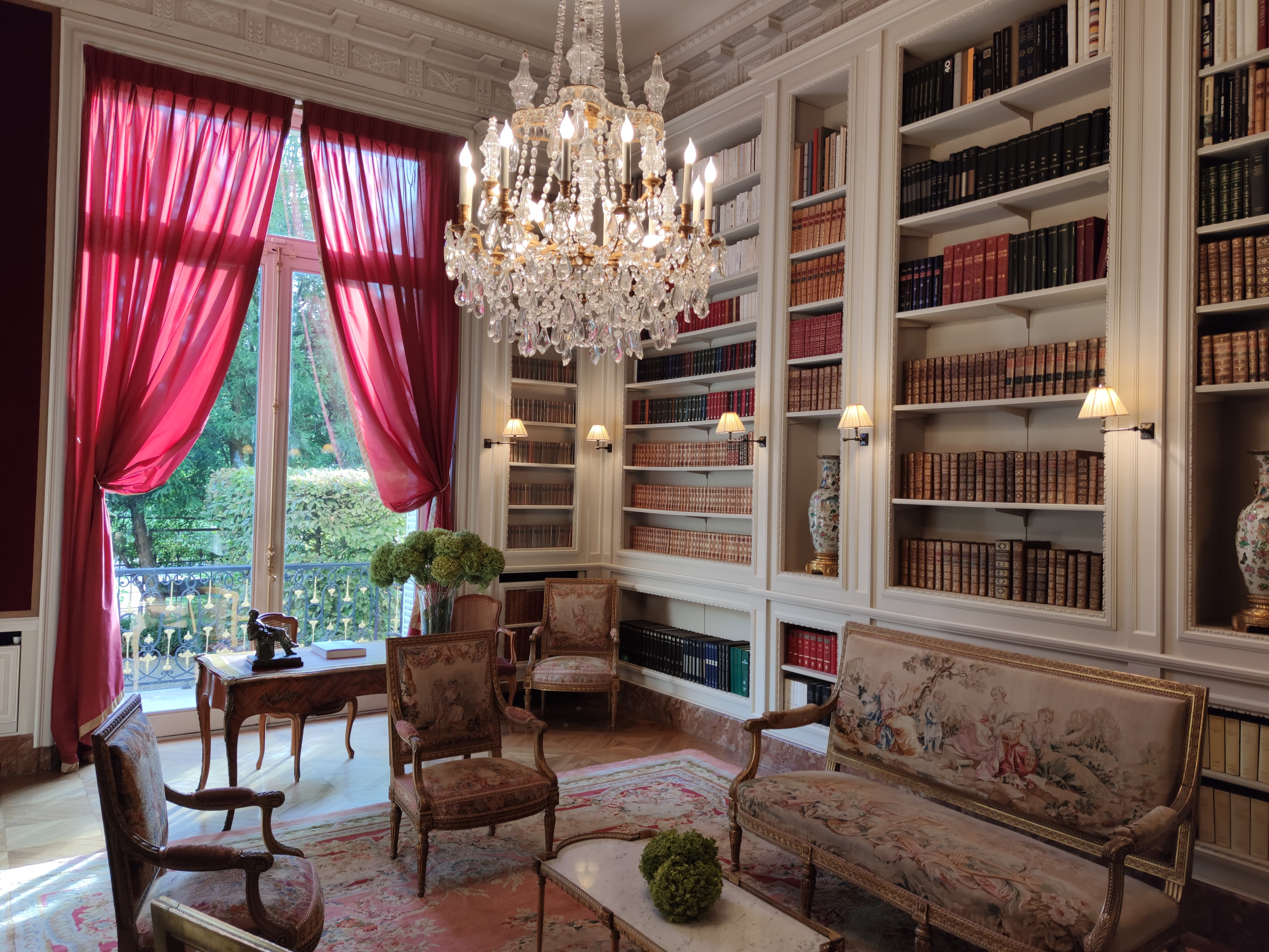
Bibliothèque.
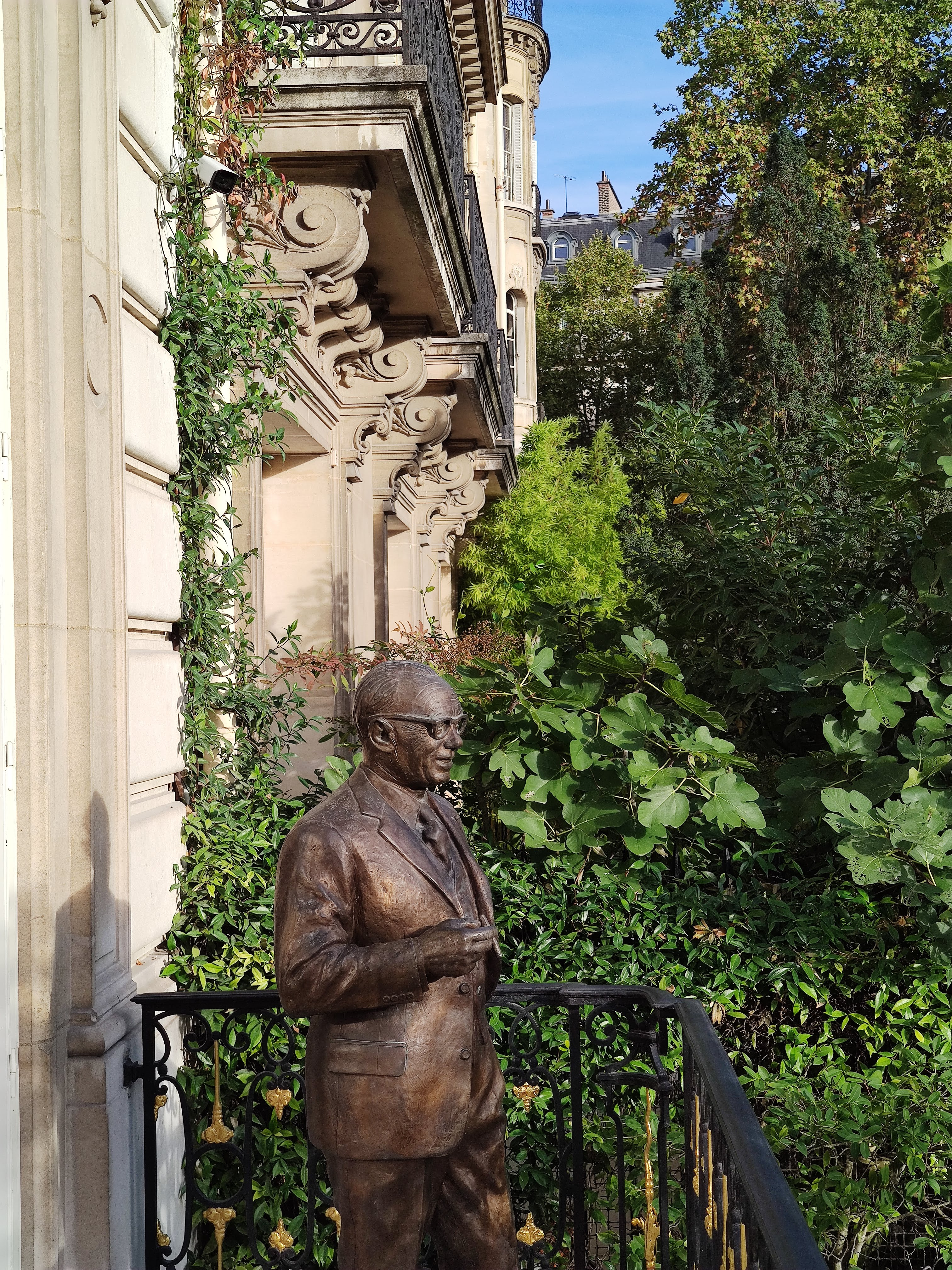
Statue de Cino Del Duca.

- No 14 : domicile du peintre Alexandre Cabanel de 1872 à sa mort en 1889[18], cet hôtel a appartenu à Fernand Gavarry, ministre plénipotentiaire, directeur des affaires administratives et techniques au ministère des Affaires étrangères, qui participa à la renégociation de la Convention de Berne pour la protection des œuvres littéraires et artistiques. Il présida également la Fédération française des échecs de 1922 à 1929. L'écrivain Abel Hermant était un hôte assidu de ses soirées.
- No 16 : immeuble de 1901[2], à l'angle du boulevard de Courcelles, dont la façade est donne sur le parc Monceau. Le 26 février 1926, le concierge de l’immeuble est réveillé par des bruits suspects : des cambrioleurs opèrent au premier étage. Prévenue, la police intervient et interpelle deux hommes qui sont, dans l’opération, blessés par balles[19]. Becq de Fouquières écrit en 1954 : « Mme Jean Schneider habite toujours le 16. Bien qu'Américaine — elle est née Marjorie Lane et nous arriva de Chicago —, elle a écrit en langue française des poèmes que j'eus naguère l'avantage de préfacer. Son mari, le colonel Schneider, fut le médecin du Shah de Perse de l'ancienne dynastie[7]. »

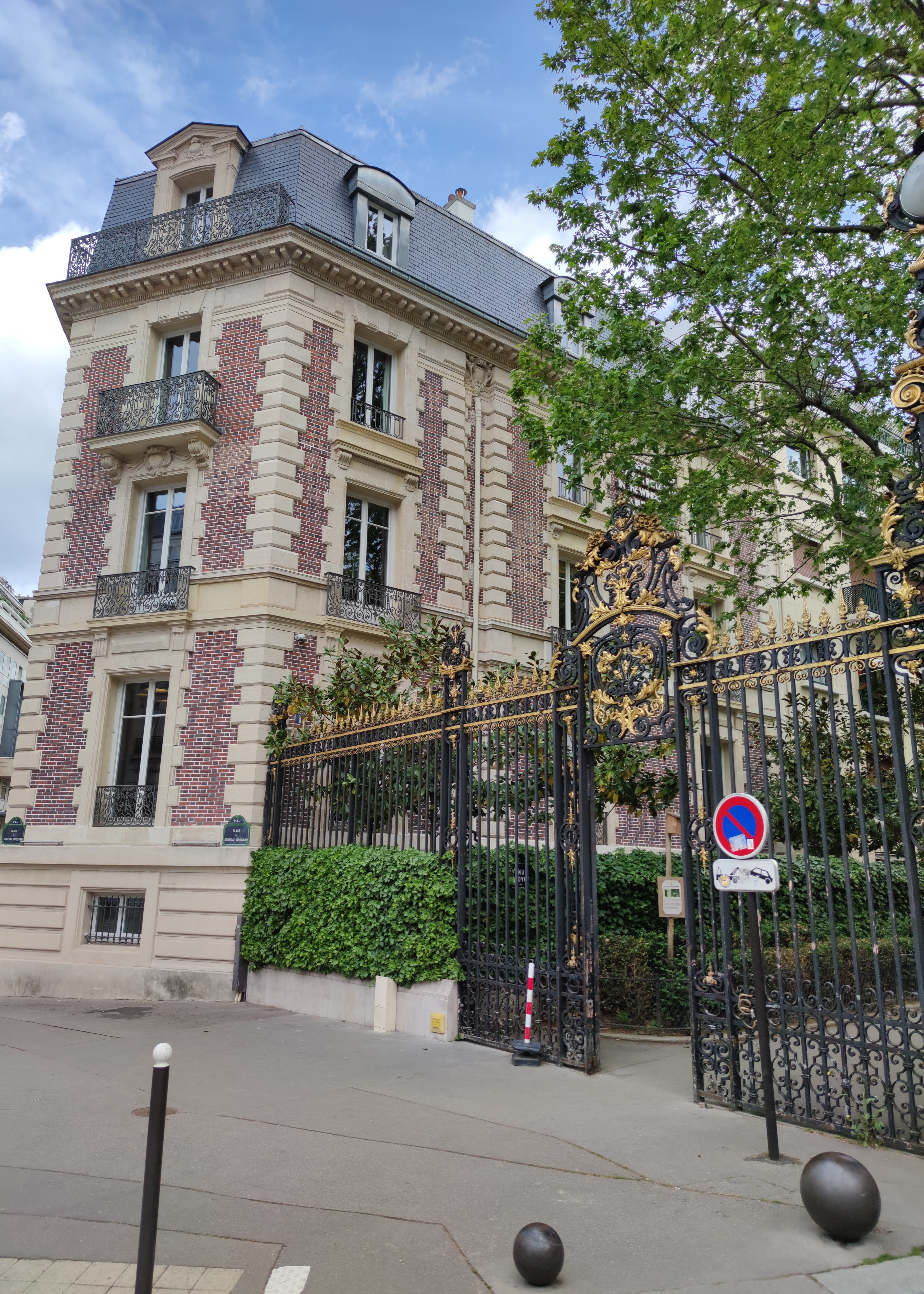
No 2 (angle avenue Van-Dyck).
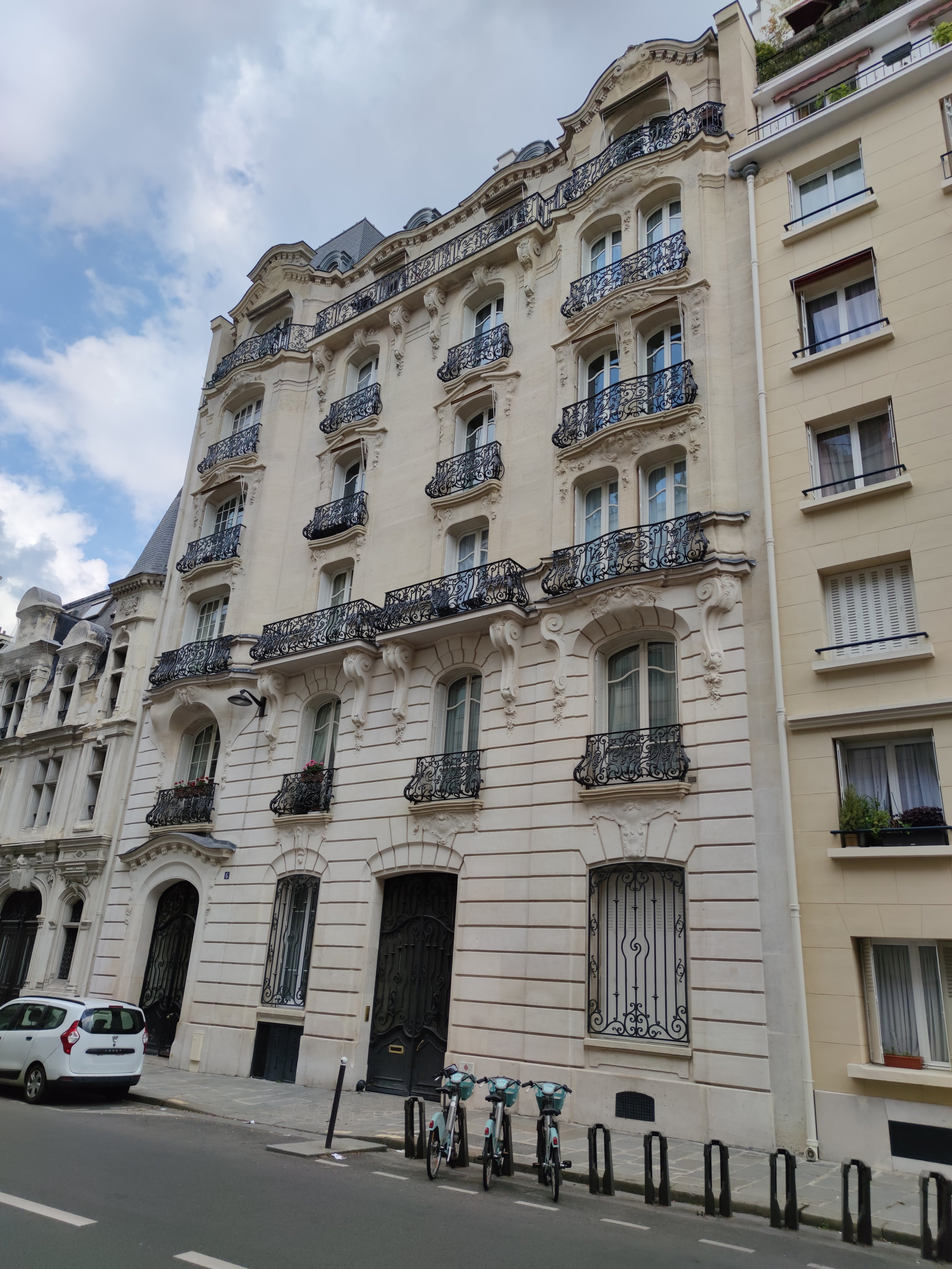
No 6.
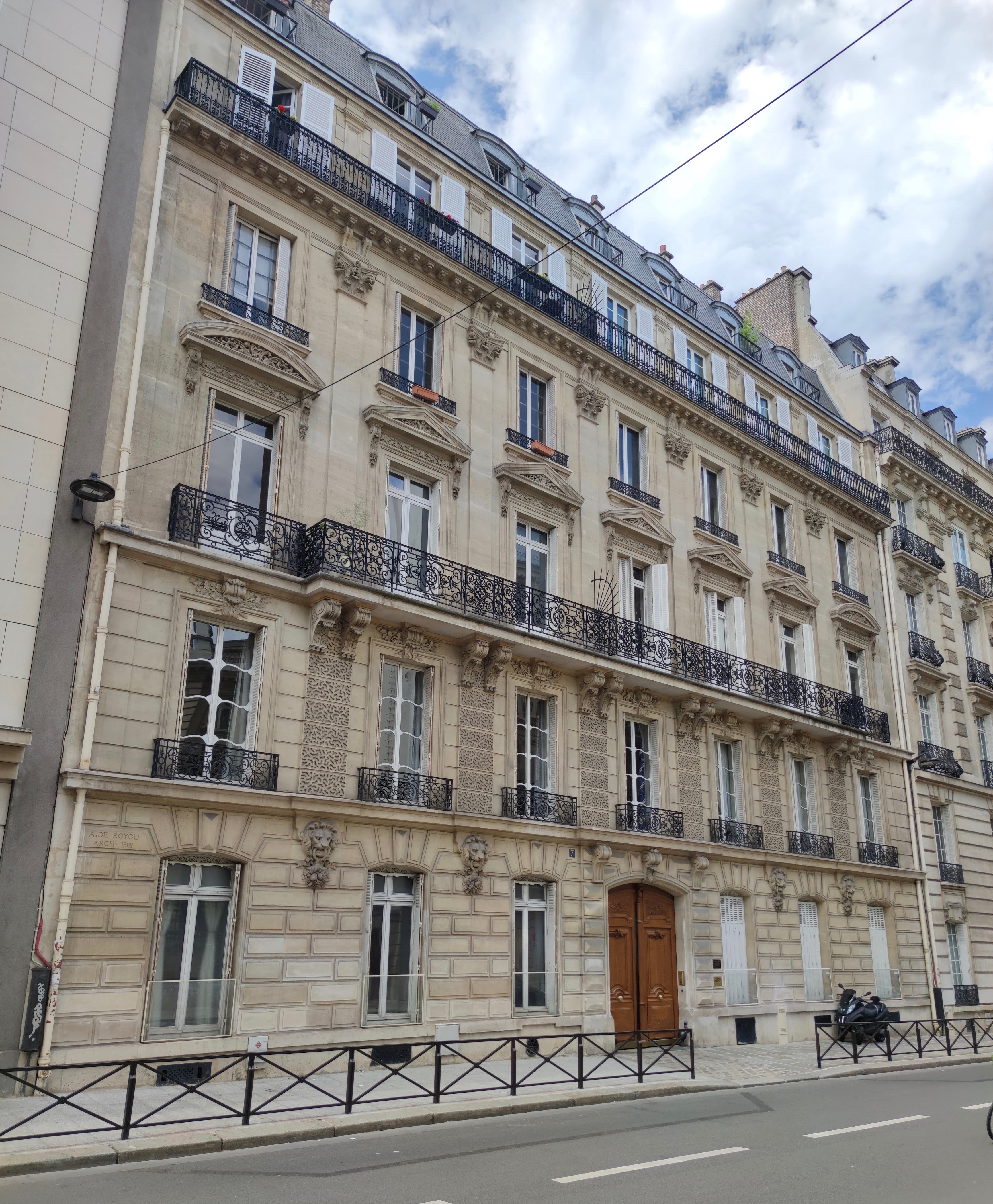
No 7.
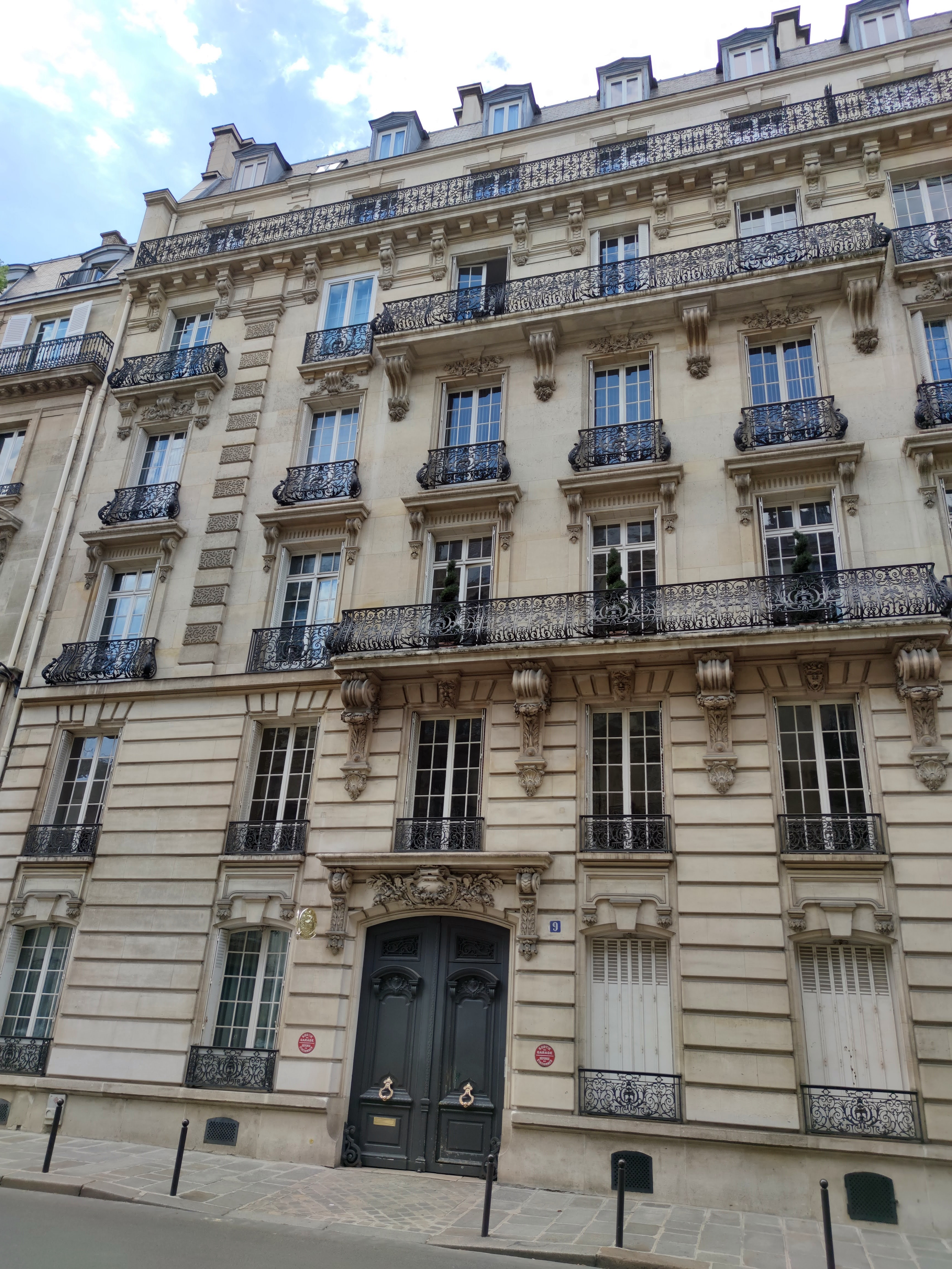
No 9.
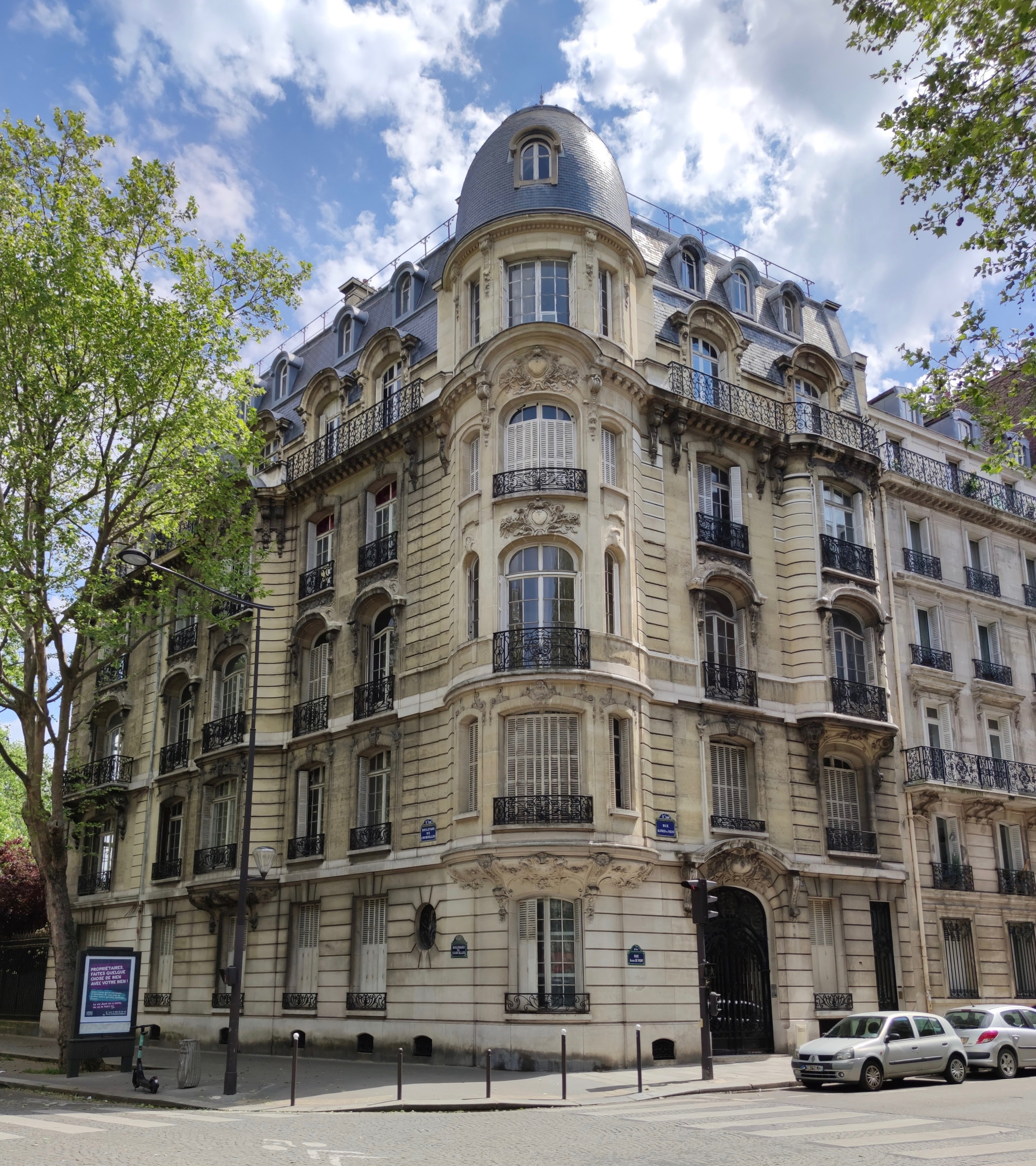
No 16.

## Bâtiments détruits
- No 4 : hôtel particulier du comte de La Béraudière (en 1910)[3]. « On a rasé pendant la guerre, écrit Becq de Fouquières, l'hôtel voisin, sur l'avenue Van-Dyck, [du no 5] et qui n'avait pas d'accès sur le parc Monceau. La dernière occupante de cette demeure fut la comtesse de La Béraudière. Il n'est point de piège tendu par le plus roué des antiquaires que ne sache déjouer Mme de La Béraudière, et les experts les plus savants se plaisent à reconnaître le don qu'elle possède de découvrir le chef-d'œuvre inconnu ou ignoré. Le comte Greffulhe tenait pour vérité absolue qu'un tableau ou un meuble sur lequel s'était posé une fois le regard de Mme de La Béraudière avait définitivement livré tout son mystère. C'est chez la comtesse de La Béraudière qu'il m'a été donné de rencontrer, en compagnie de la grande-duchesse Anastasie, le prince Youssoupoff, qui souhaita sauver son empereur en abattant Raspoutine[20]. » Marie-Thérèse Brocheton, comtesse de La Béraudière, séparée de son mari, le comte Jacques de La Béraudière (1864-1949), était la maîtresse du comte Henry Greffulhe[21].

## Au cinéma
- Dans le film Rive droite, rive gauche de Philippe Labro, sorti en 1984, le financier François-René Pervillard, interprété par Bernard Fresson, habite l’hôtel Pereire, au no 10 de la rue.
- Dans le film Coup de chance de Woody Allen, sorti en 2023, l’intrigue se situe pour partie au 16 rue Alfred-de-Vigny.